# Nura (Rapperin)

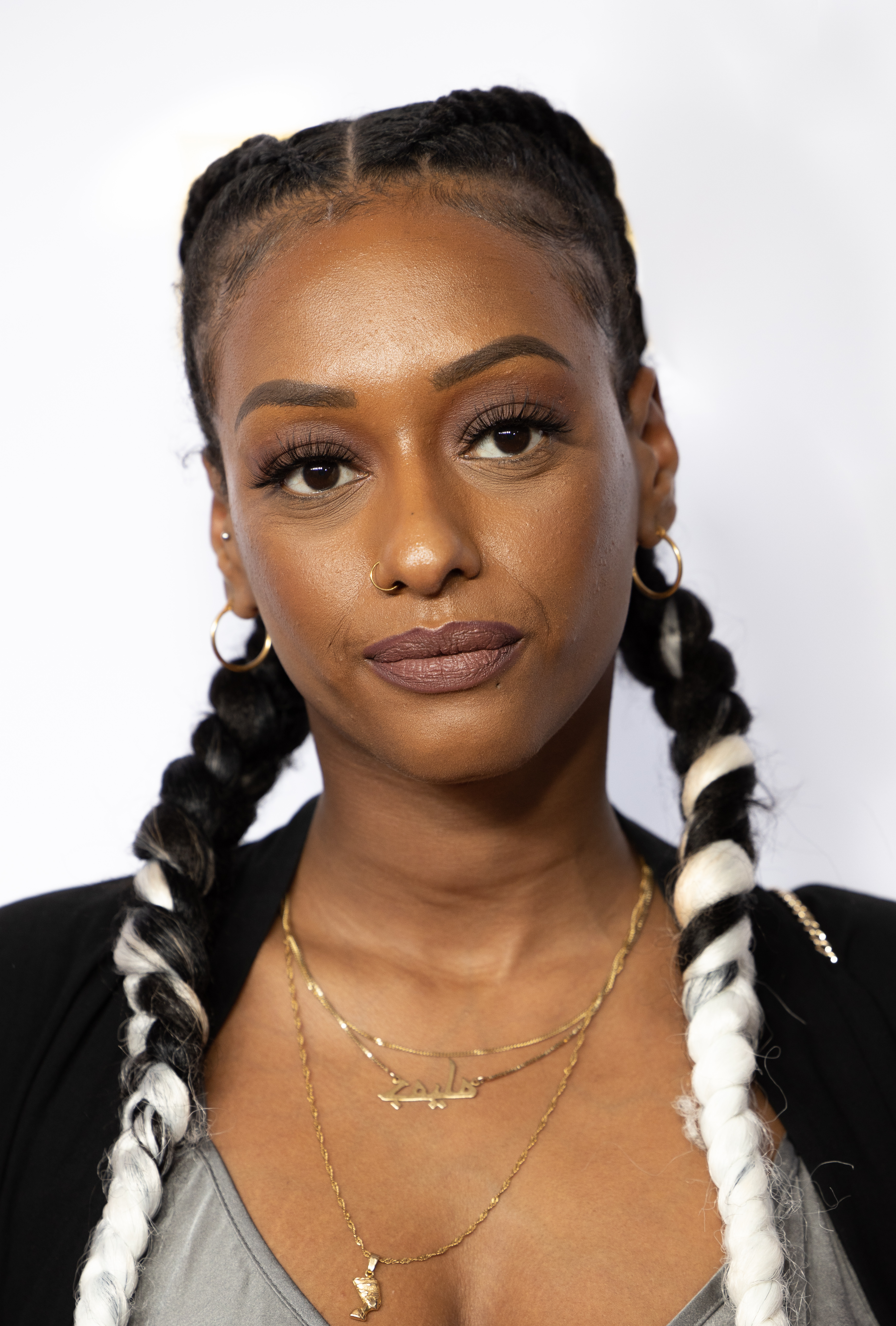
Nura (2020)

Nura Habib Omer (* 24. Dezember 1988 in Kuwait, Emirat Kuwait) ist eine eritreische deutschsprachige Rapperin, Sängerin, Autorin und Schauspielerin. Sie war von 2014 bis 2018 Teil des Hip-Hop-Duos SXTN.

## Leben und Karriere
Nura ist eritreische Staatsbürgerin; sie wurde in Kuwait geboren. Ihre Mutter, eine Eritreerin, wurde als 15-Jährige an ihren Vater, einen Saudi, verheiratet. Als Dreijährige kam Nura mit ihrer Mutter und ihren drei Geschwistern als Geflüchtete nach Deutschland, wo sie in Wuppertal aufwuchs. Aufgrund familiärer Konflikte wohnte sie zeitweise in einer Wohneinrichtung für Jugendliche. Im Alter von 18 Jahren zog sie nach Berlin. Eine Ausbildung zur Sozialassistentin brach sie ab. In Berlin sammelte sie Band- und Bühnenerfahrung als Tänzerin bei The toten Crackhuren im Kofferraum und beim Berliner Kneipenchor. Mit der Rapperin Juju gründete sie 2014 das Duo SXTN, mit dem sie erste Charterfolge hatte. Für ihre Single Von Party zu Party erhielt das Duo SXTN eine Goldene Schallplatte. 2018 gewann Nura ebenfalls mit Juju den Live Entertainment Award für die beste Club-Tour 2017. Im November 2018 wurde die Trennung von SXTN bekannt gegeben.
Fortan trat Nura als Solokünstlerin auf. Ihre erste Chartplatzierung als Leadsängerin hatte sie im Frühjahr 2018 mit dem Lied babebabe, das sie gemeinsam mit dem befreundeten Hip-Hop-Duo SAM aufgenommen hatte; es erreichte Platz 71 der deutschen Singlecharts. Die Folgesingle Chaya (feat. Trettmann) stieg im Oktober 2018 bis auf Platz 33. Am 29. März 2019 erschien ihr erstes Soloalbum (Habibi), auf dem sie nicht nur rappt, sondern auch vermehrt singt. Neben den beiden Singleveröffentlichungen beinhaltet es auch den Song babe, in dem Nura das Lied Dashiki von SAM samplet und des verstorbenen Bandmitglieds und Freundes Samson Wieland gedenkt. Habibi konnte sich auf Rang 14 der Album-Charts platzieren.
Nura trat im Jahr 2019 auf Festivals wie dem Summerjam, dem happinessfestival und dem Openair Frauenfeld auf.
Als Schauspielerin gab sie 2012 im Film the Passenger von Tor Iben, der auf dem Filmfestival Max Ophüls 2012 Premiere feierte, in einer Nebenrolle ihr Leinwanddebüt. Hinzu kamen 2015 im Film Der Nachtmahr, 2018 in Detlev Bucks Film Asphaltgorillas und 2019 in der TV-Serie jerks. weitere Nebenrollen. In der am 17. Dezember 2021 erstmals ausgestrahlten Amazon-Prime-Serie Die Discounter spielt Nura eine der Hauptrollen als Kassiererin Flora.

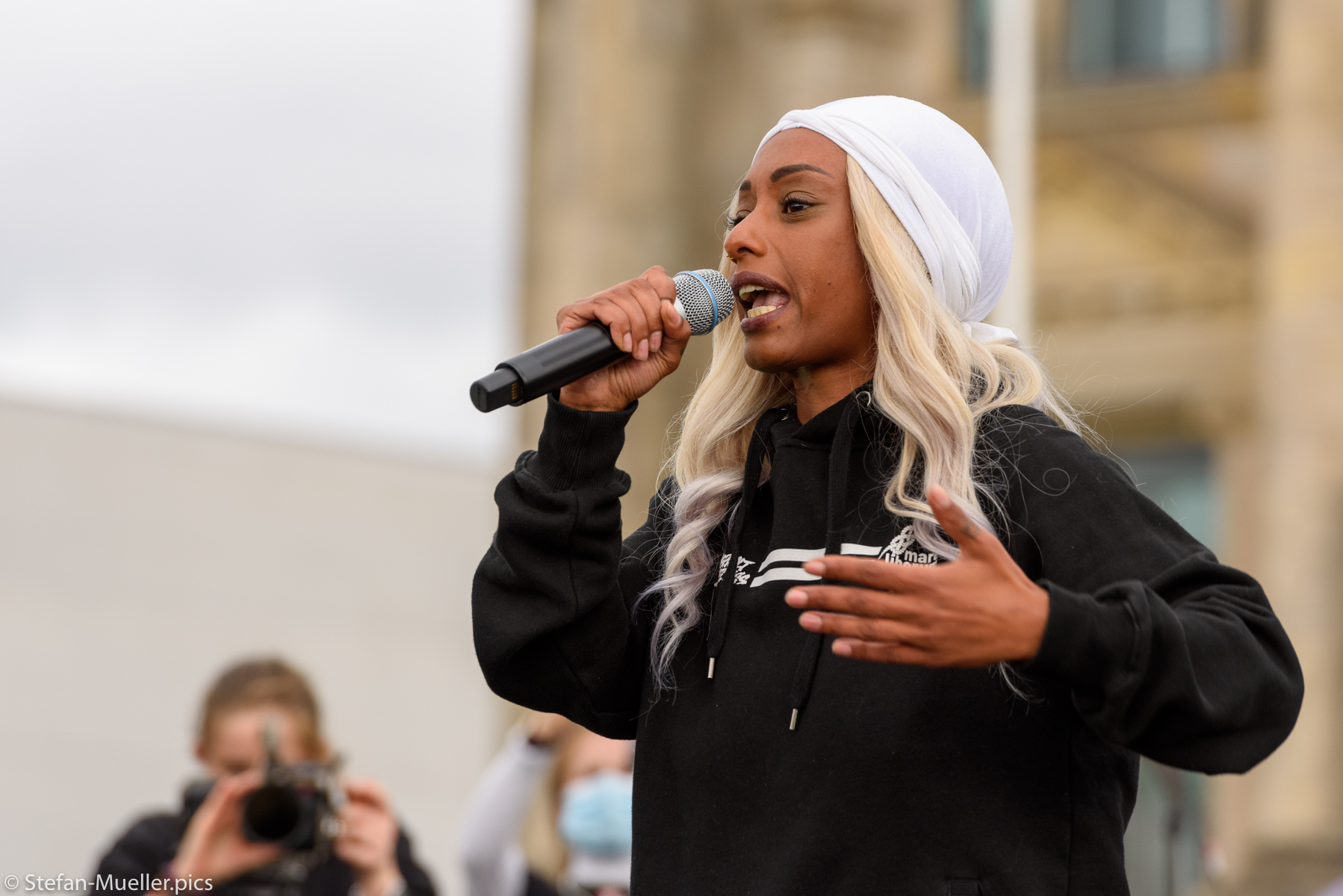
Auftritt bei Fridays For Future mit Mare-Liberum-Sweatshirt (2021)

Nura setzt sich für die Rechte der LGBTQ-Community ein und war 2018 das Gesicht des CSD Berlin. Außerdem trat sie im selben Jahr auf einem Solidaritätskonzert anlässlich der rechtsradikalen Ausschreitungen in Chemnitz auf. Vor der Bundestagswahl 2021 trat sie auch bei der Demonstration von Fridays for Future in Berlin auf; dort forderte sie die Anwesenden auf, unbedingt zu wählen, auch im Hinblick darauf, dass sie selbst kein Wahlrecht in Deutschland besitzt.
2020 veröffentlichte sie gemeinsam mit dem Musikjournalisten Jan Wehn ihre Autobiografie unter dem Titel Weißt du, was ich meine? Vom Asylheim in die Charts. Darin thematisiert sie ihre Kindheit im Spannungsfeld zwischen der eritreischen und der deutschen Kultur und Konflikte mit islamischen Vorstellungen, wie sie sich als Frau zu verhalten habe.
2021 nahm Nura gemeinsam mit Johannes Oerding, DJ BoBo, Stefanie Heinzmann, Gentleman, Ian Hooper (Mighty Oaks) und Joris an der Vox-Show Sing meinen Song teil. 2023 nahm sie an der Sendung Das Duell um die Welt – Team Joko gegen Team Klaas teil.
Wenige Stunden nach dem Terrorangriff der Hamas auf Israel 2023 teilte Nura auf Instagram einen Screenshot aus ihrem wenige Tage zuvor erschienenen Musikvideo zur Single „Fubu“, auf dem sie mit ihrer Crew vor einem Plakat mit dem Schriftzug „Free Palestine“ zu sehen ist, was auf Kritik stieß. Sowohl der Post als auch das Musikvideo wurden von Nura gelöscht. ProSieben lud Nura nach dem Vorfall aus der Sendung Late Night Berlin aus. Unmittelbar nach ihrem Posting ist Nura von der Akademie für Populäre Musik, die den im November 2023 erstmalig ausgetragenen Musikpreis Polyton ausrichtet, um Stellungnahme gebeten worden. Seitdem ruht Nuras Mitgliedschaft in der Akademie. Der Polyton wird als Nachfolgepreis des Echo gehandelt und wird durch die Initiative Musik umgesetzt. Bei einem Konzert in Hamburg gab Nura an, nicht für den Krieg, sondern für Minderheiten zu sein.

## Diskografie
Studioalben

| Jahr | Titel Musiklabel                    | Höchstplatzierung, Gesamtwochen, AuszeichnungChartplatzierungen (Jahr, Titel, Musiklabel, Platzierungen, Wochen, Auszeichnungen, Anmerkungen) | Höchstplatzierung, Gesamtwochen, AuszeichnungChartplatzierungen (Jahr, Titel, Musiklabel, Platzierungen, Wochen, Auszeichnungen, Anmerkungen) | Höchstplatzierung, Gesamtwochen, AuszeichnungChartplatzierungen (Jahr, Titel, Musiklabel, Platzierungen, Wochen, Auszeichnungen, Anmerkungen) | Anmerkungen                           |
| Jahr | Titel Musiklabel                    | DE | AT | CH | Anmerkungen                           |
| ---- | ----------------------------------- | --- | --- | --- | ------------------------------------- |
| 2019 | Habibi Jinx Records (UMG)           | DE14 (3 Wo.)DE | AT37 (1 Wo.)AT | — | Erstveröffentlichung: 29. März 2019   |
| 2021 | Auf der Suche Vertigo Records (UMG) | DE22 (1 Wo.)DE | — | — | Erstveröffentlichung: 20. August 2021 |
| 2023 | Periodt Vertigo Records (UMG)       | DE65 (2 Wo.)DE | — | — | Erstveröffentlichung: 5. Oktober 2023 |

## Filmografie
- 2012: The Passenger
- 2015: Der Nachtmahr
- 2018: Asphaltgorillas
- 2019: jerks. (Staffel 3, Folge 5)
- 2019: Skylines
- 2020: Hager
- 2020: Asphalt Börning
- 2021: Your Life Is a Joke
- 2021–2024: Die Discounter (Serie)

## Auszeichnungen
Erhaltene Auszeichnungen
- 2018: 1 Live Krone – Kategorie: Beste Künstlerin[26]

Nominierungen
- 2018: 1 Live Krone – Kategorie: Bester Newcomer[27]
- 2019: Hype Awards – Kategorie: Künstlerin[28]
- 2019: Hype Awards – Kategorie: Newcomer[28]
- 2019: Hype Awards – Kategorie: Instagram[28]

## Publikationen
- Nura Habib Omer und Jan Wehn: Weißt du, was ich meine? – Vom Asylheim in die Charts. Ullstein-Verlag, Berlin 2020, ISBN 978-3-86493-139-0.